# Luka Karabatic
Luka Karabatic (født 19. april 1988 i Strasbourg) er en fransk håndboldspiller, der til dagligt spiller for klubben Paris Saint-Germain Handball i Frankrig.
Han er lillebror til Nikola Karabatic.
Han stoppede på det franske landshold i februar 2025.